# Pikelinia kiliani
Pikelinia kiliani är en spindelart som beskrevs av Müller 1987. Pikelinia kiliani ingår i släktet Pikelinia och familjen Filistatidae.
Artens utbredningsområde är Colombia. Inga underarter finns listade i Catalogue of Life.